# شپابروکن
شپابروکن (به آلمانی: Spabrücken) یک شهر در آلمان است که در باد کرویتسناخ واقع شده‌است. شپابروکن ۱٬۱۹۱ نفر جمعیت دارد.